# Pseudoalteromonas tunicata
Pseudoalteromonas tunicata — вид протеобактерій родини Pseudoalteromonadaceae. Виявлений у тілах покривників виду Ciona intestinalis.